# Кубок Киргизстану з футболу 2020
Кубок Киргизстану з футболу 2020 — 29-й розіграш головного кубкового футбольного турніру у Киргизстані. Титул володаря кубка вдруге здобув Алай.

## Календар
| Раунд        | Дата           | Матчі | Клуби |
| ------------ | -------------- | ----- | ----- |
| Перший раунд | 16 жовтня 2020 | 3     | 7 → 4 |
| 1/2 фіналу   | 19 жовтня 2020 | 2     | 4 → 2 |
| Фінал        | 22 жовтня 2020 | 1     | 2 → 1 |

## Перший раунд
| Команда 1      | Рахунок | Команда 2           |
| -------------- | ------- | ------------------- |
| 16 жовтня 2020 |         |                     |
| Ілбірс         | 0:2     | Нефтчі (Кочкор-Ата) |
| Кара-Балта     | 1:5     | Абдиш-Ата           |
| Каганат        | 1:3     | Алай                |

## 1/2 фіналу
| Команда 1      | Рахунок      | Команда 2           |
| -------------- | ------------ | ------------------- |
| 19 жовтня 2020 |              |                     |
| Абдиш-Ата      | 1:0          | Алга                |
| Алай           | 1:1 пен. 5:3 | Нефтчі (Кочкор-Ата) |

## Фінал
| 22 жовтня 2020 |

| Абдиш-Ата | 0:1      | Алай      |
| --------- | -------- | --------- |
|           | Протокол | Інкум 36' |

| Центральний стадіон, Кант Арбітр: Урмат Баялієв |